# Jaimie Alexander
Jaimie Alexander (12 tháng 3 năm 1984) là nữ diễn viên người Mỹ, cô được biết đến với vai Jessi trong loạt phim truyền hình Kyle XY và Sif trong phim siêu anh hùng Thor năm 2011, các bộ phim năm 2013 gồm Thor: The Dark World và Agents of S.H.I.E.L.D.

## Cuộc sống cá nhân
Alexander sinh tại Greenville, Nam Carolina, và chuyển đến Grapevine, Texas khi cô được 4 tuổi. Cô là con gái duy nhất trong một gia đình có bốn người con trai. Alexander diễn xuất lần đầu tiên khi còn ngồi trên ghế nhà trường, và chỉ hát cho vui. Alexander kể lại rằng cô đã thực sự bị đuổi ra khỏi sân khấu khi còn học trung học vì không thể hát. Khi cô 17 tuổi, Alexander đã thay thế cho một người bạn khi gặp gỡ người quản lý của cô ấy, Randy James, người đã gửi cho cô một số kịch bản. Sau 1 năm rưỡi kể từ khi tốt nghiệp trường trung học Colleyville Heritage, cô chuyển đến Los Angeles để theo đuổi sự nghiệp diễn xuất.
Alexander từng hẹn hò với nam diễn viên Peter Facinelli từ 2012 sau khi tham gia phim Loosies.

## Phim tham gia

### Phim
| Năm  | Tiêu đề                 | Vai diễn       | Ghi chú       |
| ---- | ----------------------- | -------------- | ------------- |
| 2004 | Squirrel Trap           | Sara           |               |
| 2006 | Rest Stop               | Nicole Carrow  | Direct-to-DVD |
| 2006 | The Other Side          | Hanna Thompson |               |
| 2007 | Hallowed Ground         | Liz Chambers   |               |
| 2010 | Love and Other Drugs    | Carol          | Uncredited    |
| 2011 | Thor                    | Sif            |               |
| 2012 | Loosies                 | Lucy           |               |
| 2012 | Savannah                | Lucy Stubbs    |               |
| 2013 | The Last Stand          | Sarah Torrance |               |
| 2013 | Collision               | Taylor Dolan   |               |
| 2013 | Thor: Thế giới bóng tối | Sif            |               |
| 2015 | London Fields           | Hope Clinch    |               |
| 2015 | Broken Vows             | Tara Bloom     |               |

### Phim truyền hình
| Năm     | Tiêu đề                           | Vai diễn       | Ghi chú                                      |
| ------- | --------------------------------- | -------------- | -------------------------------------------- |
| 2005    | It's Always Sunny in Philadelphia | Tammy          | Tập: "Underage Drinking: A National Concern" |
| 2006    | Standoff                          | Barrista       | Tập: "Pilot"                                 |
| 2006–07 | Watch Over Me                     | Caitlin Porter | 58 tập                                       |
| 2007–09 | Kyle XY                           | Jessi          | 33 tập                                       |
| 2009    | Bones                             | Molly Briggs   | Tập: "The Beaver in the Otter"               |
| 2009    | CSI: Miami                        | Jenna York     | Tập: "Flight Risk"                           |
| 2011    | Nurse Jackie                      | Tunie Peyton   | 3 tập                                        |
| 2011    | Covert Affairs                    | Reva Kline     | 2 tập                                        |
| 2011    | The Birds of Anger                | Annie          | Short                                        |
| 2012    | Perception                        | Nikki          | Tập: "Messenger"                             |
| 2014-15 | Agents of S.H.I.E.L.D.            | Sif            | 2 tập                                        |

### Video game
| Năm  | Tiêu đề              | Vai diễn | Ghi chú    |
| ---- | -------------------- | -------- | ---------- |
| 2011 | Thor: God of Thunder | Sif      | Lồng tiếng |

## Phần thưởng và đề cử
| Năm  | Giải thưởng  | Thể loại                                                   | Công việc | Kết quả |
| ---- | ------------ | ---------------------------------------------------------- | --------- | ------- |
| 2008 | Giải Sao thổ | Nữ diễn viên phụ xuất sắc nhất trong loạt phim truyền hình | Kyle XY   | Đề cử   |
| 2011 | Giải Scream  | Nữ diễn viên phụ xuất sắc nhất                             | Thor      | Đề cử   |
| 2011 | Giải Scream  | Breakout Performance-Female                                | Thor      | Đề cử   |